# Chevrolet TrailBlazer
El Chevrolet TrailBlazer es un automóvil todoterreno fabricado por Chevrolet, una división de General Motors. Fue presentado en el año 1999 como una versión premium de la gama Chevrolet Blazer. En 2002, el TrailBlazer fue dotado de una plataforma superior (GMT360 para modelos de 5 pasajeros, GMT370 para 7).
Hay 3 versiones de este todoterreno: el TrailBlazer LS que es la versión más básica de las 3, con tracción trasera. Después sigue el TrailBlazer LT, esta versión tiene un poco más de equipamiento (incluye asientos forrados en piel, paquete de arrastre y barra de tiro) y por último el TrailBlazer LTZ, una versión más costosa que incluye doble tracción con control automático, techo solar practicable, asientos forrados en piel, espejo retrovisor con brújula y un sistema de sonido de alta fidelidad Bose.
En 2002 el Chevrolet TrailBlazer fue galardonado en América como mejor todoterreno del año, compitiendo con el Jeep Cherokee y ganándole en la mayoría de aspectos como en equipamiento interior, motor, buen agarre y acabados tanto en el interior como en el exterior.
Como es habitual, piezas de otras líneas de chasis GM (principalmente de la Plataforma intermedia «GMT360» de General Motors fueron incorporados). Los primeros todoterrenos de la serie S se introdujeron en 1982.

## Vehículos que comparten plataforma (última generación)
El Chevrolet TrailBlazer compartió la plataforma intermedia «GMT360» de General Motors con seis marcas distintas:  GMC (GMC Envoy), Buick (Buick Rainier), Oldsmobile, (Oldsmobile Bravada),  Isuzu (Isuzu Ascender), Saab (Saab 9-7X) y el Chevrolet SSR.

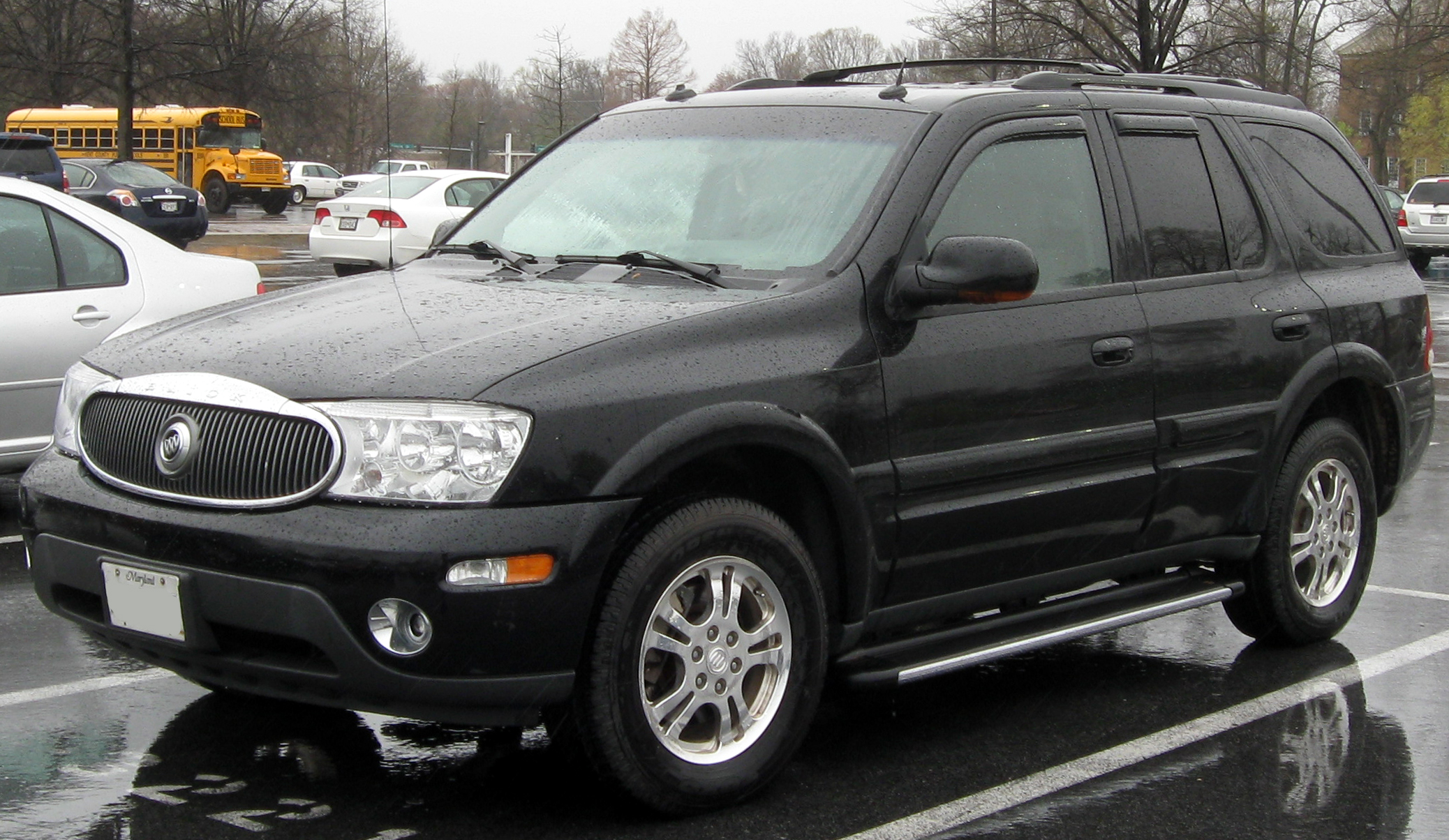
Buick Rainier (2004 - 2008)
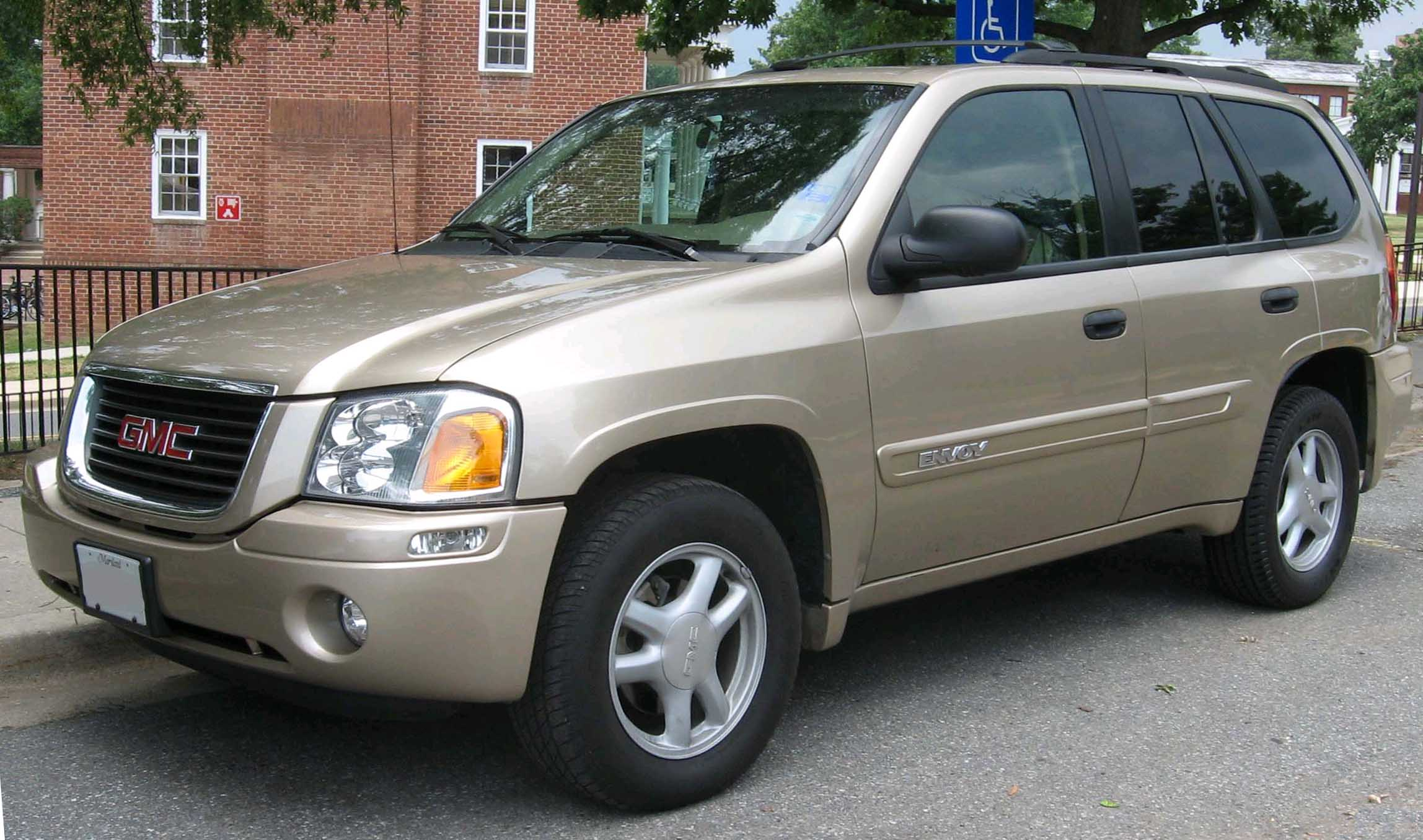
GMC Envoy (2002 - 2009)
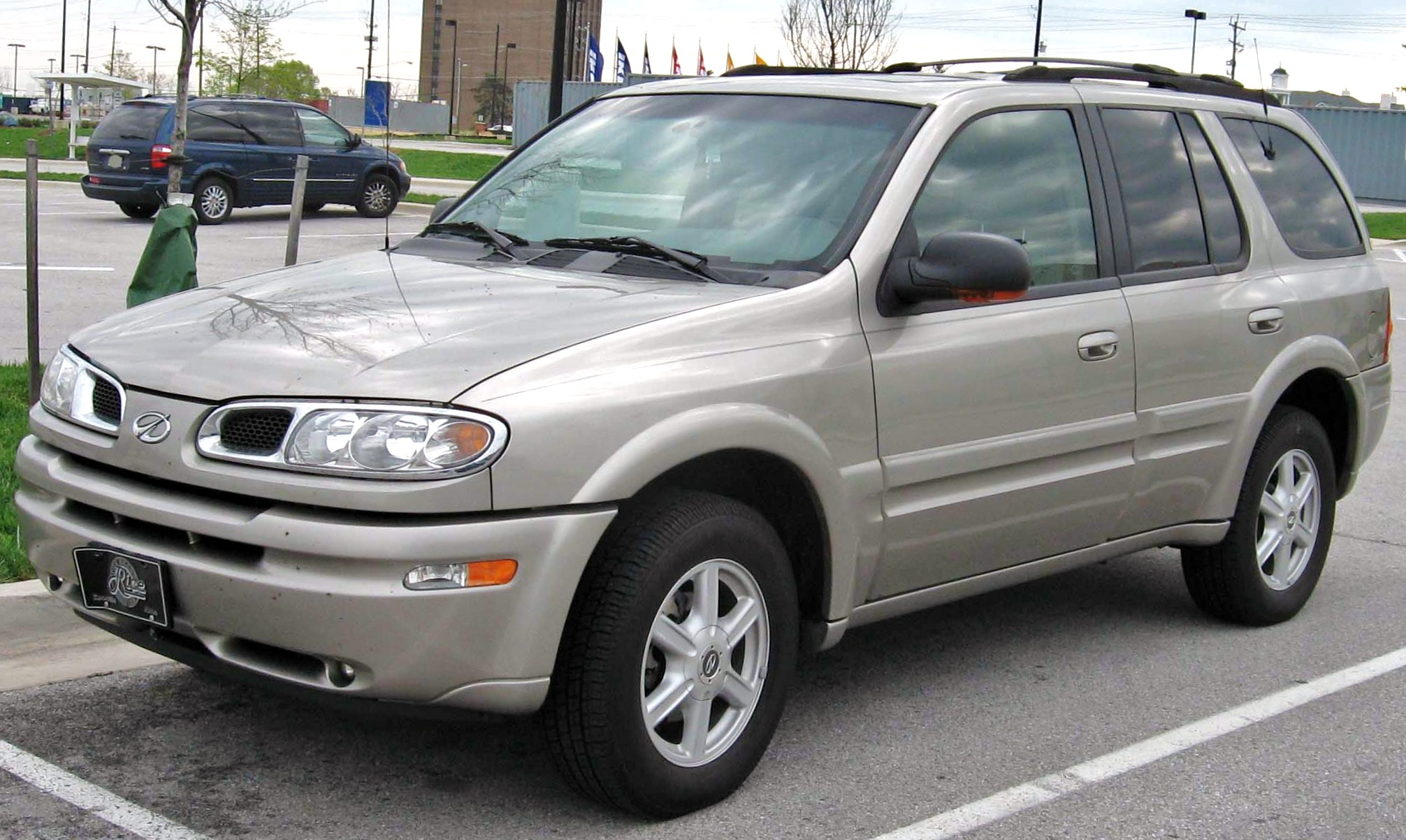
Oldsmobile Bravada (2002 - 2004)

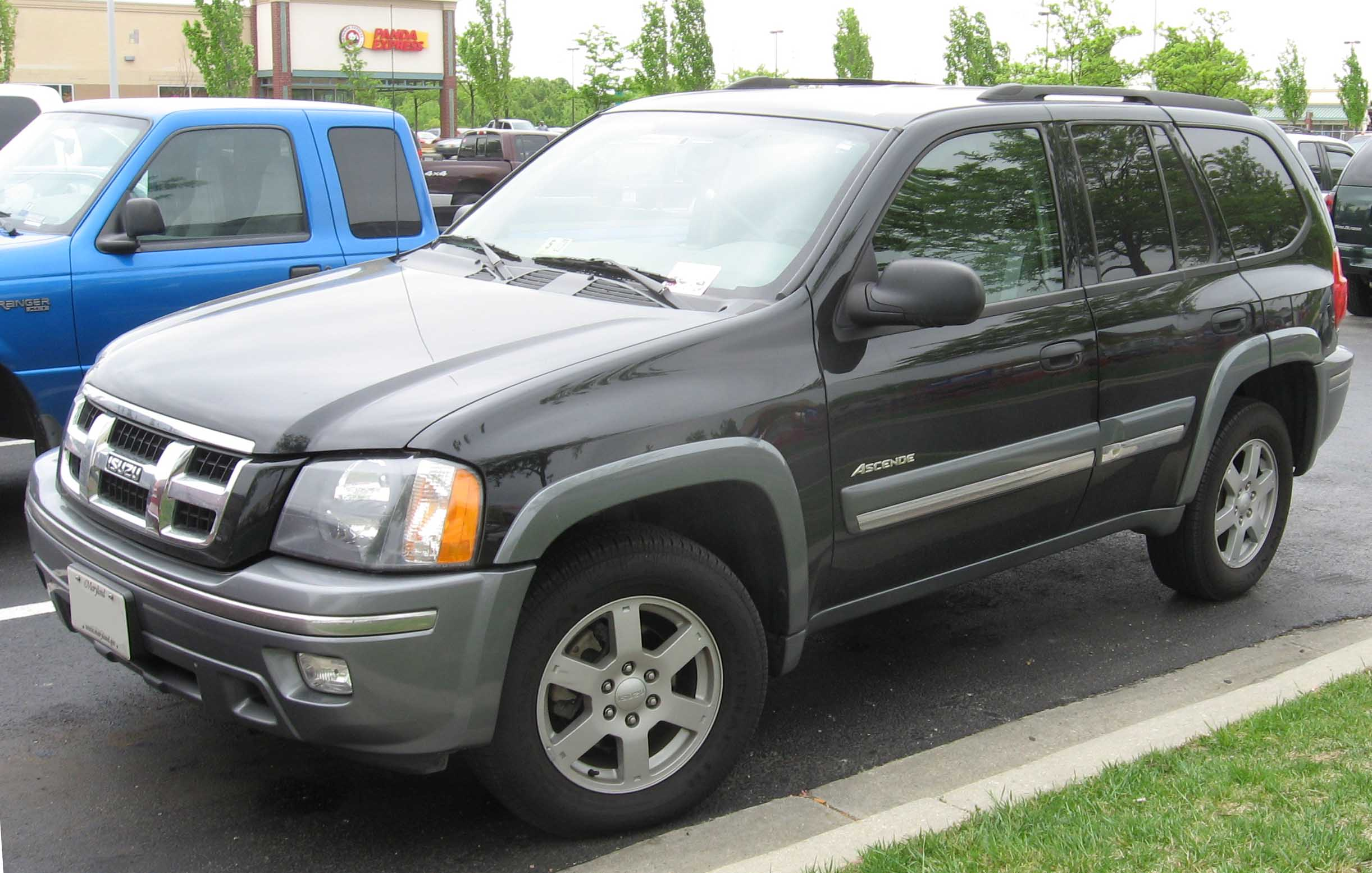
Isuzu Ascender (2003 - 2007)
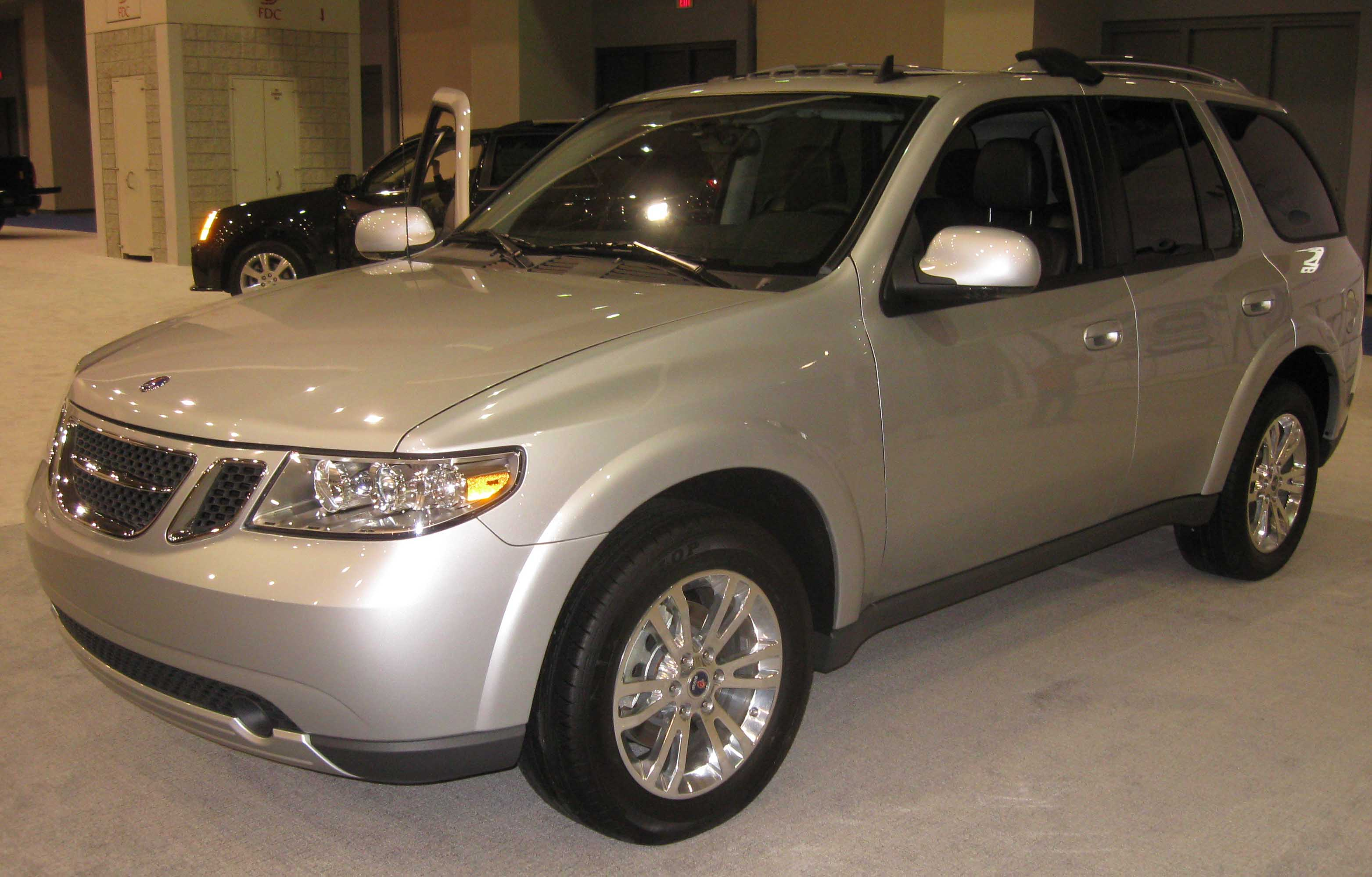
Saab 9-7X (2005 - 2009)
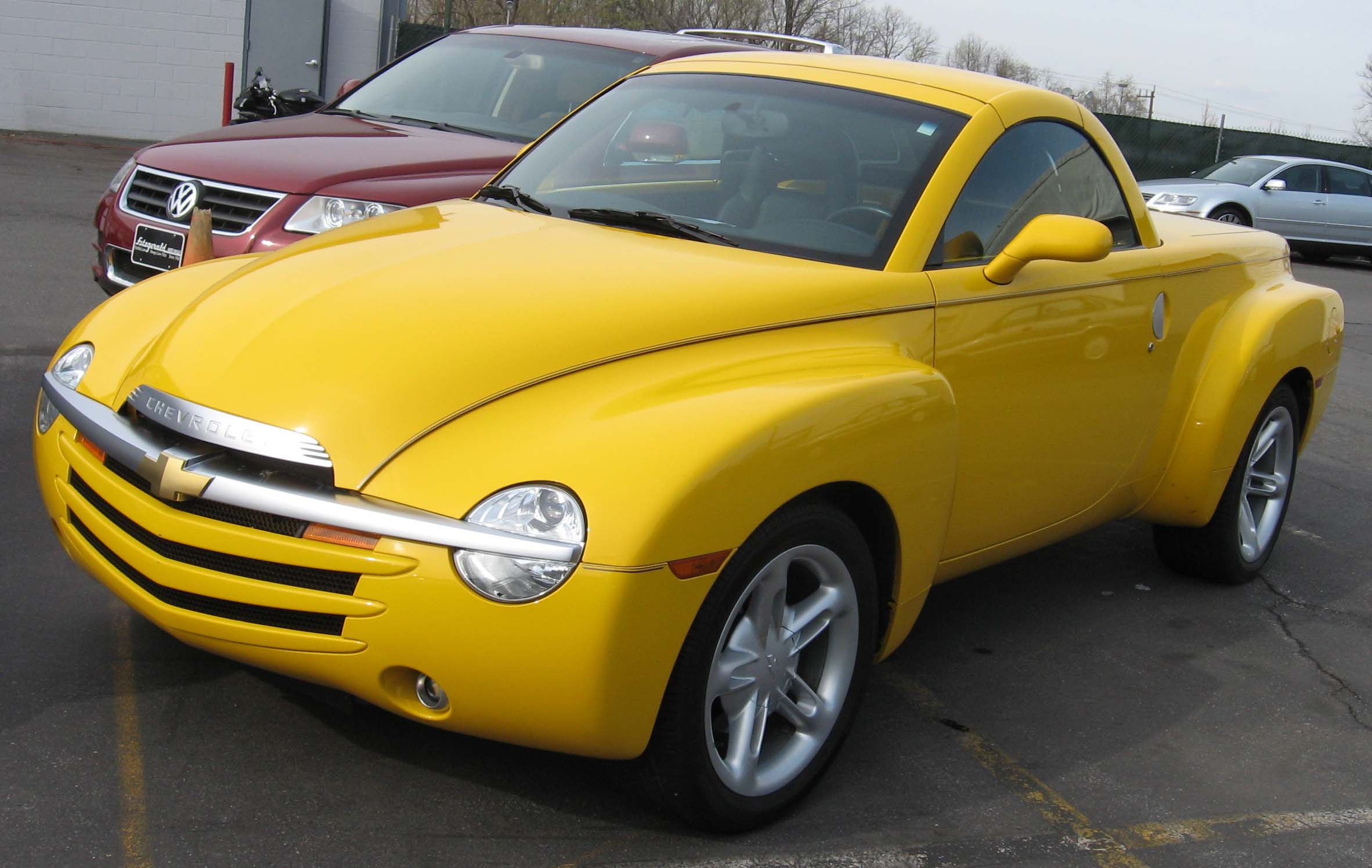
Chevrolet SSR (2003 - 2006)

## Nuevo Chevrolet TrailBlazer: desde Tailandia y Brasil a mercados emergentes
Este SUV de carrocería autoportante derivado de la nueva S10 debutó en 2011 de guisa vagamente conceptual y con una ficha técnica ya casi completa, de forma que ahora que el modelo de producción es oficial, nos embarga una cierta sensación de déjà vu. Es positiva, afortunadamente.
El TrailBlazer, que nace principalmente para satisfacer la demanda de los mercados emergentes (de hecho ni siquiera saldrá a la venta en Estados Unidos, lo que ha dejado a bastantes consumidores rascándose la cabeza) será comercializado con motores turbo diésel de 2,5 y 2,8 litros, que ofrecerán 150 y 180 CV respectivamente. Se acompañarán por un cambio automático de seis marchas o un manual de cinco.
Una de las características clave del TrailBlazer será su elevado equipamiento, que por regla general no es un aspecto muy cuidado cuando hablamos de vehículos dirigidos al Sudeste Asiático, que serás suministrada primeramente desde Tailandia, y Latinoamérica, donde también se está produciendo en Brasil, que asiste a los otros países del MERCOSUR - Argentina, Paraguay y Uruguay. De serie u opcionalmente, pues cada mercado es específico, con un público que tiene sus preferencias, podrá adquirirse con control de estabilidad, ABS, asistente a la frenada y control de descenso. También resulta muy reseñable su agraciado aspecto; el trabajo realizado por el Centro de Design de General Motors Sudamérica, ubicado en São Caetano do Sul, ciudad cercana a São Paulo donde estás la sed de General Motors do Brasil, que tiene como jefe el mexicano Carlos Barba, aunque en Brasil la TrailBlazer es producida en la planta de São José dos Campos, ciudad también cercana a São Paulo. En Brasil, las motorizaciones son 2.8 L4 16V 200cv turbo, impulsado por diésel y 3.6 V6 24V 277cv, impulsado por gasolina, con un buen nivel de seguridad, pues tiene sistema de frenos ABS con EBD y tres pares de airbag: frontal y lateral para motorista y pasajero delantero, y de cortina para los ocupantes de las tres carreras de asientos, lo cual, en termos de diseño, tiene proporciones bastante agradables. Si acaso se echan de menos las ópticas frontales LED del concept, aunque cualquiera las podía dar por perdidas.

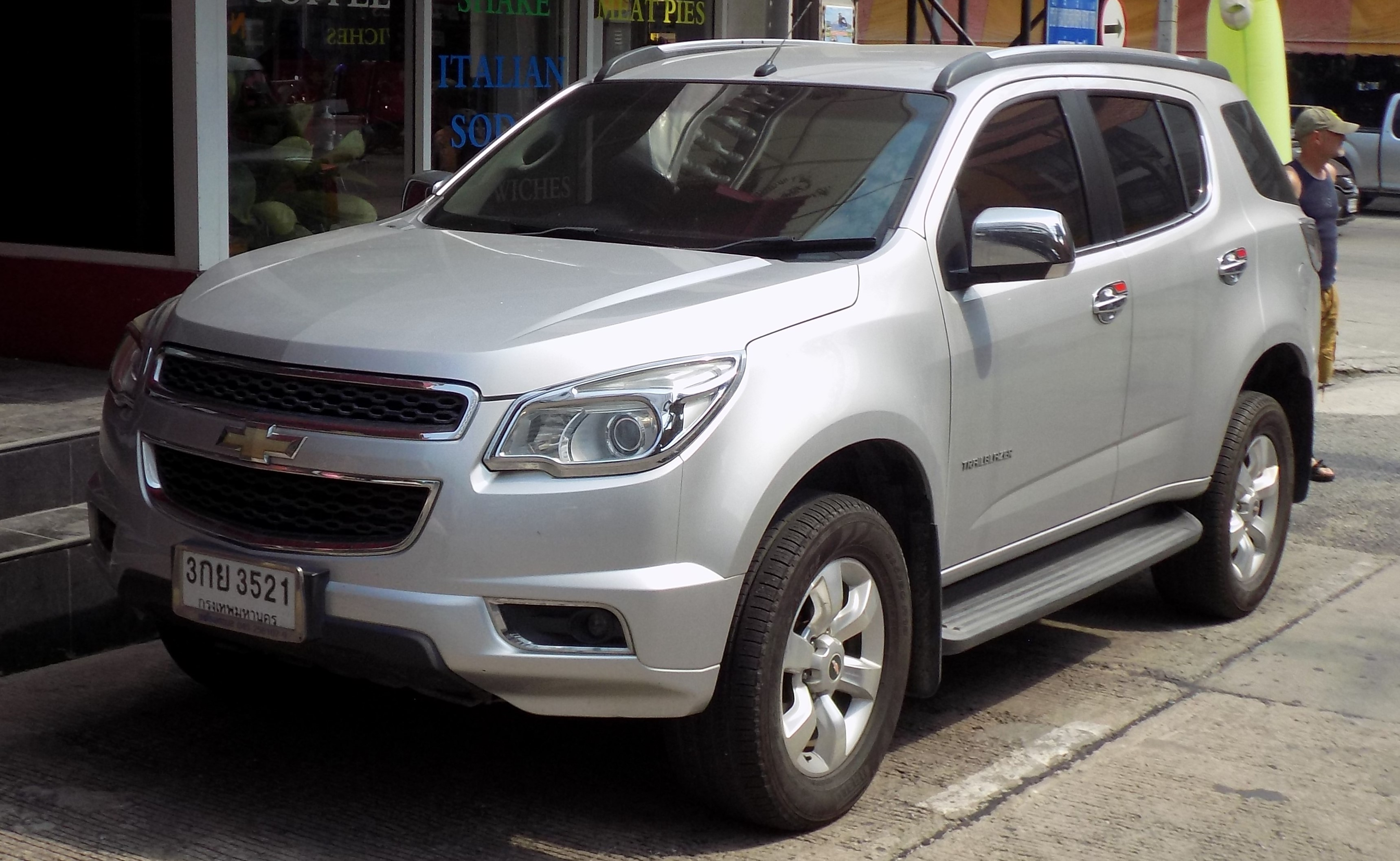
Chevrolet Trailblazer 2012 (pre-facelift)

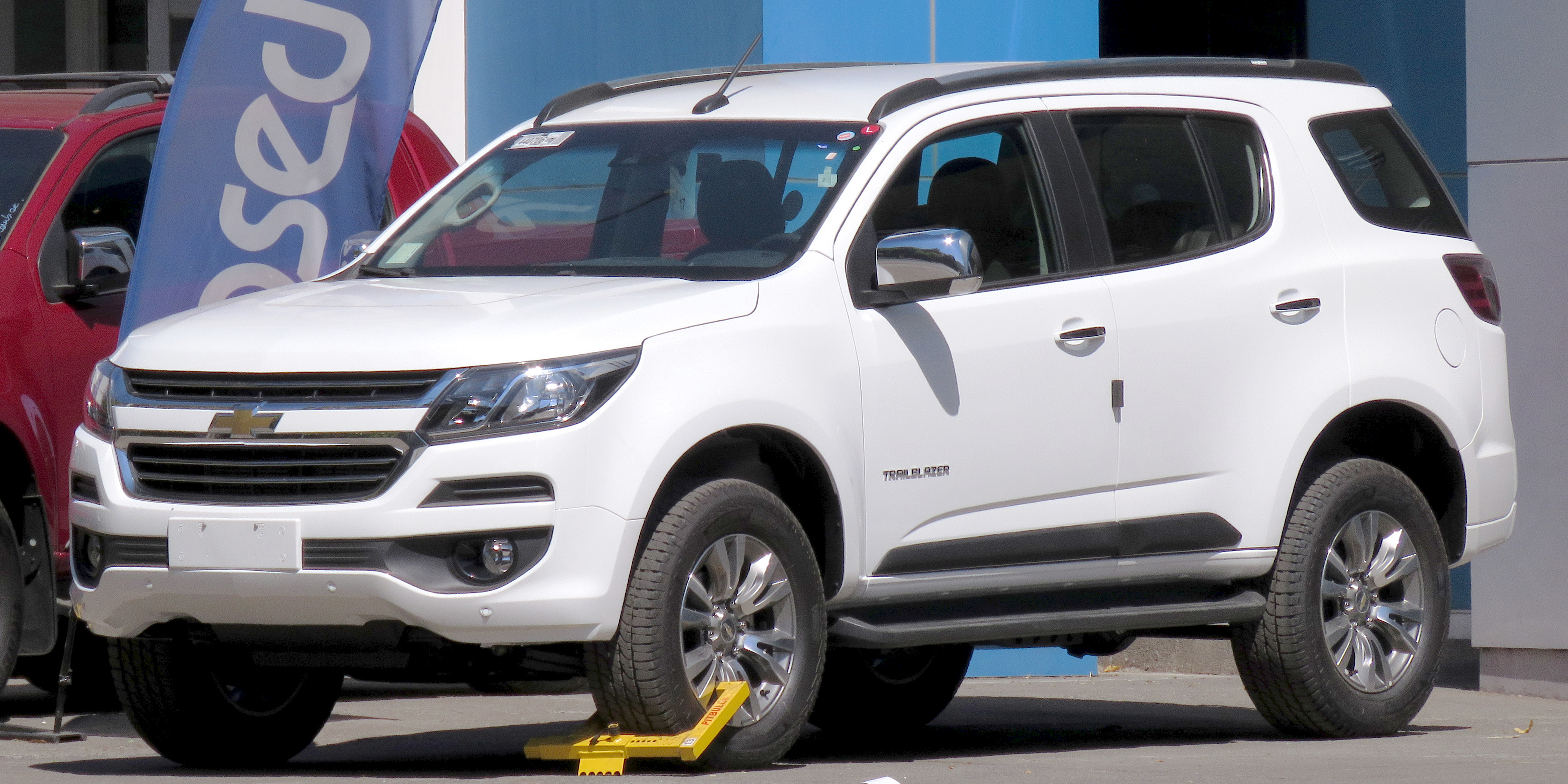
Chevrolet Trailblazer 2017 (facelift)